# Оніашвілі Давид Єфремович
Давид Єфремович Оніашвілі (груз. ონიაშვილი დავით ეფრემის ძე, 1883-1937) — грузинський політичний діяч, юрист і публіцист. Міністр землеробства Грузії (1919—1921). Член Установчих зборів Грузії (1919—1921).

## Біографія
Народився 1883 року в селі Хідіставі у регіоні Шида-Картлі. Середню освіту здобув у Горійській духовній школі, в 1904 закінчив Тифліську духовну семінарію. Продовжив навчання на юридичному факультеті Юріївського (нині Тартуського) університету. Два роки навчався у Лейпцизькому університеті.
Член РСДРП з 1904 року, меншовик. Активний учасник революційного руху 1905 року у Горійському районі. Неодноразово заарештовувався з політичних мотивів (після поразки революції 1905 року із січня до березня 1906 року перебував у в'язниці). Після визволення працював юристом, перекладав західноєвропейську літературу. У 1913 році опублікував роботу «Байронізм і скорбота світу».
У листопаді 1917 був обраний членом Національної ради Грузії, член Закавказького сейму з лютого 1918 року.
26 травня 1918 року підписав Декларацію незалежності Грузії. 1918 року його було обрано членом парламенту Демократичної Республіки Грузії, 12 березня 1919 року — до Установчих зборів за списком Соціал-демократичної партії Грузії. Був головою юридичної комісії, членом бюджетно-фінансового комітету та комітету із самоврядування.
У 1919 році обраний до Тбіліської торгової палати; очолював відділення палати.
1920 року призначений міністром сільського господарства Демократичної Республіки Грузія.
У 1921 році, після радянської окупації Грузії, залишився в Грузії і приєднався до руху опору, жив нелегально.
Обраний членом Президії нелегального ЦК Соціал-демократичної партії Грузії. У 1924 році, будучи головою Центрального бюро соціал-демократичної партії, був залучений до роботи Комітету незалежності Грузії, займався підготовкою антирадянського повстання.
Під час антирадянського повстання у серпні 1924 року було заарештований; 16 вересня офіційна преса опублікувала його заяву, яка засуджує повстання і назвала його помилкою. Через тяжкий психологічний стан його помістили до Тбіліської психіатричної лікарні. Звідти йому вдалося втекти наприкінці 1924 року.
Через деякий час його знову заарештували за незаконне перетинання кордону з підробленими документами.
З 15 липня по 3 серпня 1925 року Давид Оніашвілі разом із 46 іншими політв'язнями був судимий Верховним судом СРСР за звинуваченням в організації антирадянського повстання в серпні 1924 року. Суд визнав його винним, але засудив до умовного терміну.
У наступні роки продовжив свою літературну працю. Був членом Спілки письменників Грузії. З Малакія Торошелідзе працював над першим перекладом грузинською мовою першого тому «Капіталу» Маркса (переклад розпочався в 1910-х роках).
Працював юристом у різних установах, член ради адвокатів. На викладацькій роботі в театрі Руставелі, вів заняття з іноземних мов.
15 квітня 1937 року заарештований за звинуваченням у шпигунстві. Розстріляний 13 липня 1937.
3 березня 1959 року реабілітований за відсутністю складу злочину.